# Gerdskens BK
Gerdskens BK är en fotbollsklubb från Alingsås, bildad den 12 oktober 1933. Föreningen grundades vid ett beslut som togs i kallbadhuset vid sjön Gärdsken. Klubben bildades av ett gäng grabbar som tidigare företrädesvis tillhört kvartersklubben Tuvebo IF. Herrlaget spelar 2022 i division 3 NV Götaland.
Klubbens färger är gult och svart. Gerdskens BK spelar sina hemmamatcher på Gerdskenvallen där underlaget är konstgräs. På anläggningen finns även en B-plan som är av gräs samt en mindre gräsyta med två 5-manna planer.

## Kända profiler
- Oliver Zandén, Elfsborg
- Noah Tolf, IFK Göteborg
- Vilmer Tyrén, Ljungskile SK
- Andreas Andersson (fotbollsspelare född 1991), Elfsborg
- Anders Martinsson, Häcken.
- Toni Profozic, Örgryte och IFK Göteborg
- Nils Berghamn, Örgryte och GAIS
- Gotte Höijer, IFK Göteborg